# Altopiano di Armstrong
L'altopiano di Armstrong è un piccolo altopiano completamente ricoperto dai ghiacci situato nella parte nord-occidentale della Dipendenza di Ross, vicino al confine occidentale con la Terra di Oates, nell'Antartide orientale. In particolare, l'altopiano si trova nell'entroterra della costa di Oates, nella regione settentrionale dei monti USARP, e si estende per circa 12 km in direzione est-ovest, per una larghezza massima di 6 km in direzione nord-sud. L'altopiano, la cui altezza varia tra i 1200 e i 1890 m s.l.m., raggiunti da un picco nella parte occidental della formazione, è collegato da una breve cresta montuosa all'altopiano di Pomerantz, a ovest, e lungo il suo fianco meridionale scorre il ghiacciaio Helfferich.

## Storia
L'altopiano di Armstrong è stato mappato per la prima volta dallo United States Geological Survey grazie a fotografie scattate dalla marina militare statunitense (USN) durante ricognizioni aeree e terrestri effettuate nel periodo 1960-62, e così battezzato dal Comitato consultivo dei nomi antartici in onore di Richard L. Armstrong, un geologo del Programma Antartico degli Stati Uniti d'America di stanza alla stazione McMurdo nella stagione 1967-68.